# 沙莱 (米纳斯吉拉斯州)
沙莱是巴西米纳斯吉拉斯州的一个市镇。总面积212.513平方公里，总人口5465人，人口密度25.7人/平方公里。